# Ősi Ildikó
Ősi Ildikó  (Budapest, 1967. november 17. –) magyar színésznő, szinkronszínész.

## Életpályája
1988-ban végzett Gór Nagy Mária Színitanodájában. Színésznőként a Népszínház társulatában kezdte pályáját. 1991-től a győri Kisfaludy Színház tagja volt. 1993-tól a Békés Megyei Jókai Színházban játszott. Vendégművészként fellépett a Játékszínben. 1995-től szabadfoglalkozású színművésznő. Népszerű, sokat foglalkoztatott szinkronszínésznő. Férje: Faragó József színész, szinkronrendező. 

## Fontosabb színházi szerepei
- Paul von Schönthan – Kellér Dezső – Horváth Jenő – Szenes Iván: A szabin nők elrablása... Róza
- Bertolt Brecht – Kurt Weill: Koldusopera... Peacockné
- Csurka István: Házmestersirató... Felleg Anna
- Heltai Jenő: Naftalin... Milka
- George Bernard Shaw: A salemi boszorkányok... Susanna Walcott
- Benjamin Jonson – Kiss Csaba: Volpone... Frodita
- Eduardo De Filippo: Nápolyi álmok... Elvira
- Terron: Csókolj meg, Alfréd!... Lucille
- Lengyel Menyhért: Róza néni... Giza
- Giulio Scarnacci – Renzo Tarabusi: Kaviár és lencse... Fiorella
- Eisemann Mihály – Szilágyi László: Én és a kisöcsém... Bözsi

## Filmek, tv
- Napló szerelmeimnek (1987)
- Szomszédok (sorozat)

157. rész (1993)
193. rész (1994)
216. rész (1995)
291. és 294. rész (1998)
311. rész (1999)

## Szinkronszerepeiből
- Szulejmán: Bejhan szultána – Pınar Çağlar Gençtürk
- Mielőtt megismertelek – Josie Clarke
- A Lármás család – Lármás Rita
- A szerelem ösvényei – Constanza
- A nagykövet lánya: Refika Işıklı – Özlem Çakar Yalçınkaya
- Elárulva – Derya – Özge Özder
- Marina – Pastora – Beatriz Cecilia
- League of legends – Elise
- Star Wars: A klónok háborúja: Satine Kryze – Anna Graves
- Transformers: Prime: Airachnid (1-2. évad) – Gina Torres
- Parkműsor: CJ – Linda Cardellini
- Family Guy: Barbara Pewterschmidt – Alex Borstein
- Star Wars II. rész – A klónok támadása: Zam Wessell – Leeanna Walsman
- Ölelörny Henry: Hildegarde Howoooolermonster - Grey DeLisle

## Díjak, elismerések
- Nívódíj (1989)